# Serguéi Lishtvan
Serguéi Nikoláyevich Lishtvan –en ruso, Сергей Николаевич Лиштван– (Minsk, 5 de noviembre de 1970) es un deportista bielorruso que compitió en lucha grecorromana.
Participó en tres Juegos Olímpicos de Verano, obteniendo la medalla de plata en Atlanta 1996, en la categoría de 100 kg, el noveno lugar en Sídney 2000 y el 12.º lugar en Atenas 2004.
Ganó 6 medallas en el Campeonato Europeo de Lucha entre los años 1995 y 2004.

## Palmarés internacional
| Juegos Olímpicos   | Juegos Olímpicos         | Juegos Olímpicos  | Juegos Olímpicos |
| Año                | Lugar                    | Medalla           | Categoría        |
| ------------------ | ------------------------ | ----------------- | ---------------- |
| 1996               | Atlanta (Estados Unidos) | Medalla de plata  | 100 kg           |
| Campeonato Europeo |                          |                   |                  |
| Año                | Lugar                    | Medalla           | Categoría        |
| 1995               | Besanzón (Francia)       | Medalla de bronce | 100 kg           |
| 1996               | Budapest (Hungría)       | Medalla de oro    | 100 kg           |
| 1998               | Minsk (Bielorrusia)      | Medalla de oro    | 97 kg            |
| 2000               | Moscú (Rusia)            | Medalla de oro    | 97 kg            |
| 2002               | Seinäjoki (Finlandia)    | Medalla de plata  | 96 kg            |
| 2004               | Haparanda (Suecia)       | Medalla de plata  | 96 kg            |